# Họ Ba ba
Họ Ba ba (Trionychidae) là một họ bò sát thuộc bộ Rùa (Testudines) gồm các loài gọi là ba ba hay rùa mai mềm. Họ này được Leopold Fitzinger miêu tả vào năm 1826. Nó bao gồm một số loài rùa nước ngọt lớn nhất thế giới, mặc dù nhiều loài có thể thích nghi với đời sống ở những vùng nước lợ. Các thành viên của họ này phân bố ở Châu Phi, Châu Á và Bắc Mỹ. Theo truyền thống, đa số các loài được xếp vào chi Trionyx, nhưng phần lớn sau đó đã được chuyển sang các chi khác. Trong số ấy là các loài rùa mai mềm chi Apalone ở Bắc Mỹ đã được đặt vào chi Trionyx cho đến năm 1987.
Các loài họ này thường có thân cơ thể dài đến 1 m, mỗi chân có ba móng. Phiến giáp bụng hở, không liền với mai lưng. Vỏ phủ một lượt da mềm, hô hấp phụ bằng da hỗ trợ cho phổi. Gồm 7 chi, 22-25 loài. Trong các phân loại khoa học cũ hơn, người ta xếp họ này vào phân lớp hay siêu bộ Chelonia.

## Phân bố
Phân bố ở các vùng nước ngọt Đông Nam Á, châu Đại Dương, châu Phi, Bắc Mỹ và Đông Ấn, nhưng một số loài có khả năng thích nghi với các điều kiện môi trường nước lợ.

## Phân loại
Họ Trionychidae
- Palaeotrionyx (tuyệt chủng)
- Phân họ Cyclanorbinae
  - Chi Cyclanorbis
  - Chi Cycloderma
  - Chi Lissemys
- Phân họ Trionychinae
  - Chi Amyda
  - Chi Apalone
  - Chi Aspideretes
  - Chi Chitra
  - Chi Dogania
  - Chi Nilssonia
  - Chi Palea
  - Chi Pelochelys
  - Chi Pelodiscus
  - Chi Rafetus
  - Chi Trionyx

Ở Việt Nam có 3 loài thường gặp: ba ba trơn (Pelodiscus sinensis Wegmann 1835), ba ba Nam Bộ (Amyda cartilaginea Boddaert 1770; theo Bourret 1941), ba ba gai (Palea steindachneri Siebenrock 1960). Loài phổ biến ở Việt Nam là Pelodiscus sinensis (đồng nghĩa: Trionyx sinensis).

## Đặc điểm
Ba ba là động vật lớn chậm, sức lớn liên quan chặt đến điều kiện môi trường thời tiết như: nhiệt độ, chất lượng thức ăn... nhiệt độ xuống thấp dưới 10 (°C), sức ăn giảm, sinh trưởng chậm, cùng điều kiện nuôi dưỡng con cái lớn nhanh hơn con đực. Ba ba bơi lội nhanh, lặn rất lâu nhờ các cơ quan hô hấp phụ trong họng cho phép trao đổi khí ngay trong nước. Cổ có thể vươn dài ra hoặc thụt sâu vào trong mai. Chuyên ăn động vật. Đẻ trứng vào đất cát ở mép nước.
Hình dạng của ba ba có thể khái quát là chân vịt, thịt gà, da trâu, đầu rắn. Ba ba đẻ trứng trên cạn, thụ tinh trong, thời gian thụ tinh có thể tới 6 tháng. Tỉ lệ đực cái khi trứng nở phụ thuộc vào nhiệt độ. Mùa sinh sản chính: cuối mùa xuân đầu mùa thu, mỗi lứa đẻ 10 - 15 trứng
Ba ba thường sống ở đáy sông, suối, đầm, hồ, ao, chúng phàm ăn nhưng chậm lớn, hung dữ như nhiều loài ăn thịt khác, nhưng lại nhút nhát khi nghe tiếng động lớn nhất là sấm sét, Khi đói chúng ăn thịt lẫn nhau.
Một số vùng ở Việt Nam còn gọi tên là cua đinh.

## Phát sinh chủng loài
Biểu đồ phát sinh chủng loài dưới đây lấy theo Walter G. Joyce, Ariel Revan, Tyler R. Lyson và Igor G. Danilov (2009)
|  | Cyclanorbis                                             |
|  |                                                         |
|  | \| \| Cycloderma \| \| \| \| \| \| Lissemys \| \| \| \| |
|  |                                                         |
|  | Cycloderma                                              |
|  |                                                         |
|  | Lissemys                                                |
|  |                                                         |

|  | Cycloderma |
|  |            |
|  | Lissemys   |
|  |            |

|  | Hutchemys   |
|  |             |
|  | Plastomenus |
|  |             |

|  | Cyclanorbis                                             |
|  |                                                         |
|  | \| \| Cycloderma \| \| \| \| \| \| Lissemys \| \| \| \| |
|  |                                                         |
|  | Cycloderma                                              |
|  |                                                         |
|  | Lissemys                                                |
|  |                                                         |

|  | Cycloderma |
|  |            |
|  | Lissemys   |
|  |            |

|  | Hutchemys   |
|  |             |
|  | Plastomenus |
|  |             |

|  | Trionyx                                               |
|  |                                                       |
|  | \| \| Chitra \| \| \| \| \| \| Pelochelys \| \| \| \| |
|  |                                                       |
|  | Chitra                                                |
|  |                                                       |
|  | Pelochelys                                            |
|  |                                                       |

|  | Chitra     |
|  |            |
|  | Pelochelys |
|  |            |

|  | Apalone |
|  |         |
|  | Rafetus |
|  |         |

|  | Trionyx                                               |
|  |                                                       |
|  | \| \| Chitra \| \| \| \| \| \| Pelochelys \| \| \| \| |
|  |                                                       |
|  | Chitra                                                |
|  |                                                       |
|  | Pelochelys                                            |
|  |                                                       |

|  | Chitra     |
|  |            |
|  | Pelochelys |
|  |            |

|  | Apalone |
|  |         |
|  | Rafetus |
|  |         |

|  | Amyda       |
|  |             |
|  | Aspideretes |
|  |             |
|  | Nilssonia   |
|  |             |

|  | Dogania    |
|  |            |
|  | Palea      |
|  |            |
|  | Pelodiscus |
|  |            |

|  | Amyda       |
|  |             |
|  | Aspideretes |
|  |             |
|  | Nilssonia   |
|  |             |

|  | Dogania    |
|  |            |
|  | Palea      |
|  |            |
|  | Pelodiscus |
|  |            |

|  | Trionyx                                               |
|  |                                                       |
|  | \| \| Chitra \| \| \| \| \| \| Pelochelys \| \| \| \| |
|  |                                                       |
|  | Chitra                                                |
|  |                                                       |
|  | Pelochelys                                            |
|  |                                                       |

|  | Chitra     |
|  |            |
|  | Pelochelys |
|  |            |

|  | Apalone |
|  |         |
|  | Rafetus |
|  |         |

|  | Trionyx                                               |
|  |                                                       |
|  | \| \| Chitra \| \| \| \| \| \| Pelochelys \| \| \| \| |
|  |                                                       |
|  | Chitra                                                |
|  |                                                       |
|  | Pelochelys                                            |
|  |                                                       |

|  | Chitra     |
|  |            |
|  | Pelochelys |
|  |            |

|  | Apalone |
|  |         |
|  | Rafetus |
|  |         |

|  | Amyda       |
|  |             |
|  | Aspideretes |
|  |             |
|  | Nilssonia   |
|  |             |

|  | Dogania    |
|  |            |
|  | Palea      |
|  |            |
|  | Pelodiscus |
|  |            |

|  | Amyda       |
|  |             |
|  | Aspideretes |
|  |             |
|  | Nilssonia   |
|  |             |

|  | Dogania    |
|  |            |
|  | Palea      |
|  |            |
|  | Pelodiscus |
|  |            |

|  | Cyclanorbis                                             |
|  |                                                         |
|  | \| \| Cycloderma \| \| \| \| \| \| Lissemys \| \| \| \| |
|  |                                                         |
|  | Cycloderma                                              |
|  |                                                         |
|  | Lissemys                                                |
|  |                                                         |

|  | Cycloderma |
|  |            |
|  | Lissemys   |
|  |            |

|  | Hutchemys   |
|  |             |
|  | Plastomenus |
|  |             |

|  | Cyclanorbis                                             |
|  |                                                         |
|  | \| \| Cycloderma \| \| \| \| \| \| Lissemys \| \| \| \| |
|  |                                                         |
|  | Cycloderma                                              |
|  |                                                         |
|  | Lissemys                                                |
|  |                                                         |

|  | Cycloderma |
|  |            |
|  | Lissemys   |
|  |            |

|  | Hutchemys   |
|  |             |
|  | Plastomenus |
|  |             |

|  | Trionyx                                               |
|  |                                                       |
|  | \| \| Chitra \| \| \| \| \| \| Pelochelys \| \| \| \| |
|  |                                                       |
|  | Chitra                                                |
|  |                                                       |
|  | Pelochelys                                            |
|  |                                                       |

|  | Chitra     |
|  |            |
|  | Pelochelys |
|  |            |

|  | Apalone |
|  |         |
|  | Rafetus |
|  |         |

|  | Trionyx                                               |
|  |                                                       |
|  | \| \| Chitra \| \| \| \| \| \| Pelochelys \| \| \| \| |
|  |                                                       |
|  | Chitra                                                |
|  |                                                       |
|  | Pelochelys                                            |
|  |                                                       |

|  | Chitra     |
|  |            |
|  | Pelochelys |
|  |            |

|  | Apalone |
|  |         |
|  | Rafetus |
|  |         |

|  | Amyda       |
|  |             |
|  | Aspideretes |
|  |             |
|  | Nilssonia   |
|  |             |

|  | Dogania    |
|  |            |
|  | Palea      |
|  |            |
|  | Pelodiscus |
|  |            |

|  | Amyda       |
|  |             |
|  | Aspideretes |
|  |             |
|  | Nilssonia   |
|  |             |

|  | Dogania    |
|  |            |
|  | Palea      |
|  |            |
|  | Pelodiscus |
|  |            |

|  | Trionyx                                               |
|  |                                                       |
|  | \| \| Chitra \| \| \| \| \| \| Pelochelys \| \| \| \| |
|  |                                                       |
|  | Chitra                                                |
|  |                                                       |
|  | Pelochelys                                            |
|  |                                                       |

|  | Chitra     |
|  |            |
|  | Pelochelys |
|  |            |

|  | Apalone |
|  |         |
|  | Rafetus |
|  |         |

|  | Trionyx                                               |
|  |                                                       |
|  | \| \| Chitra \| \| \| \| \| \| Pelochelys \| \| \| \| |
|  |                                                       |
|  | Chitra                                                |
|  |                                                       |
|  | Pelochelys                                            |
|  |                                                       |

|  | Chitra     |
|  |            |
|  | Pelochelys |
|  |            |

|  | Apalone |
|  |         |
|  | Rafetus |
|  |         |

|  | Amyda       |
|  |             |
|  | Aspideretes |
|  |             |
|  | Nilssonia   |
|  |             |

|  | Dogania    |
|  |            |
|  | Palea      |
|  |            |
|  | Pelodiscus |
|  |            |

|  | Amyda       |
|  |             |
|  | Aspideretes |
|  |             |
|  | Nilssonia   |
|  |             |

|  | Dogania    |
|  |            |
|  | Palea      |
|  |            |
|  | Pelodiscus |
|  |            |

## Hình ảnh

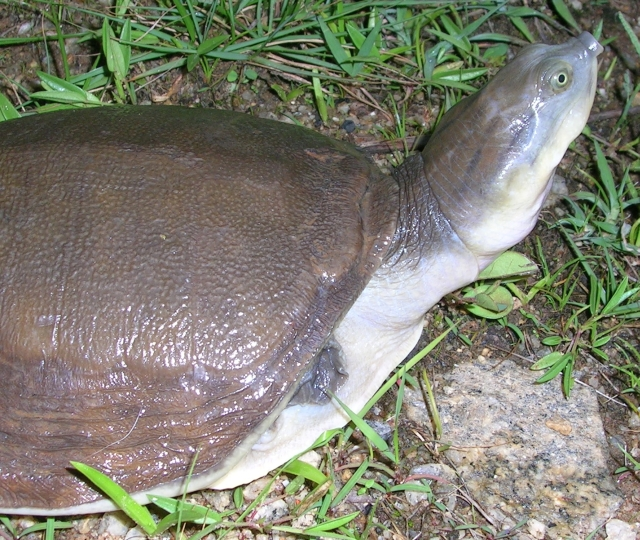
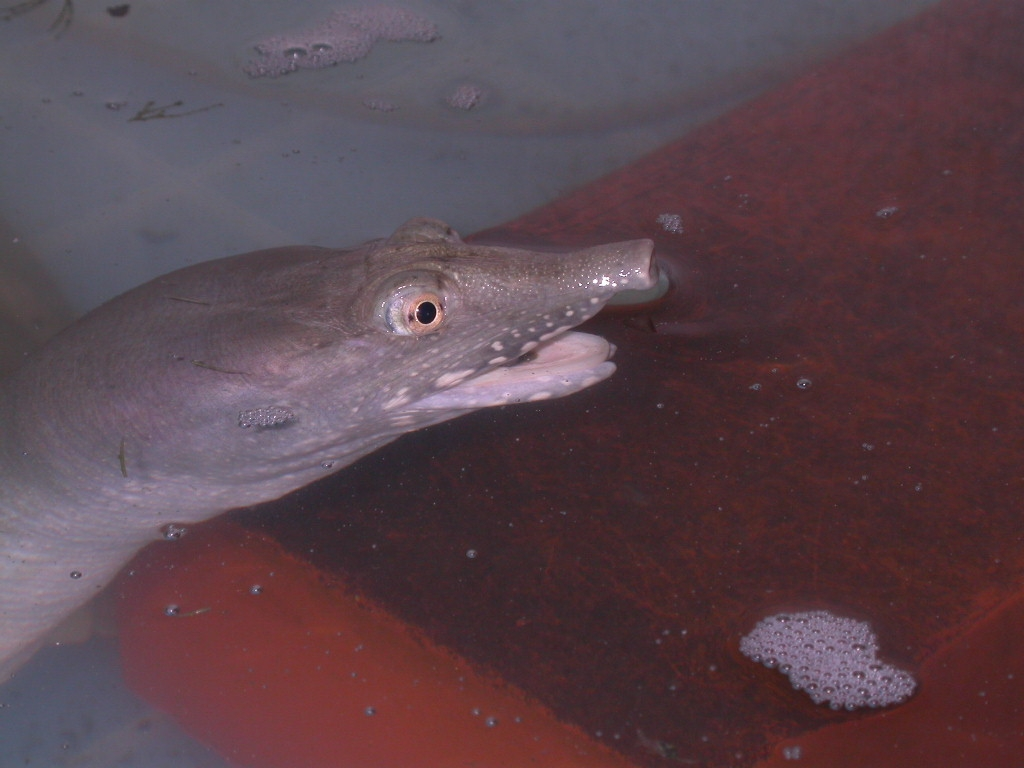
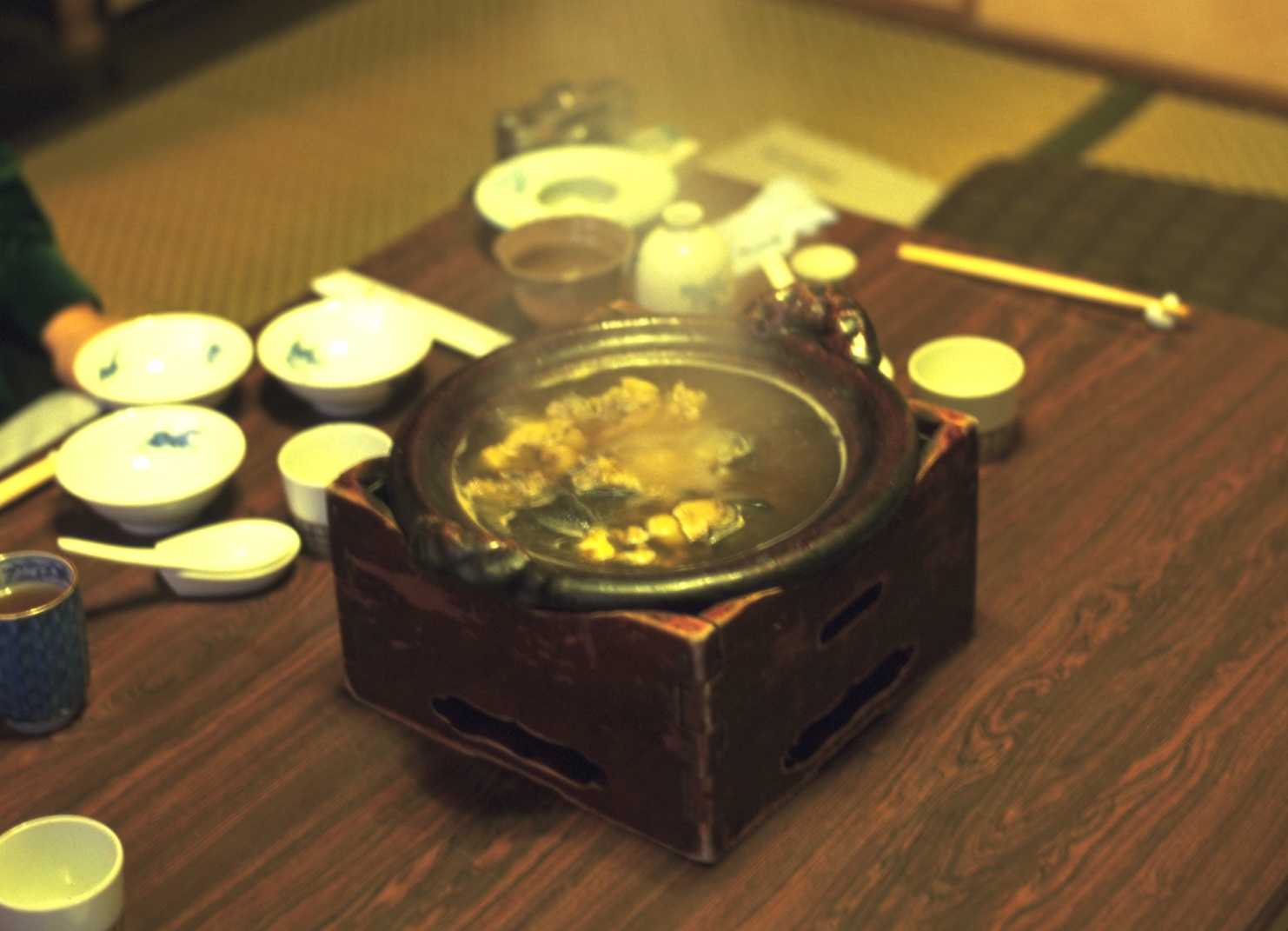
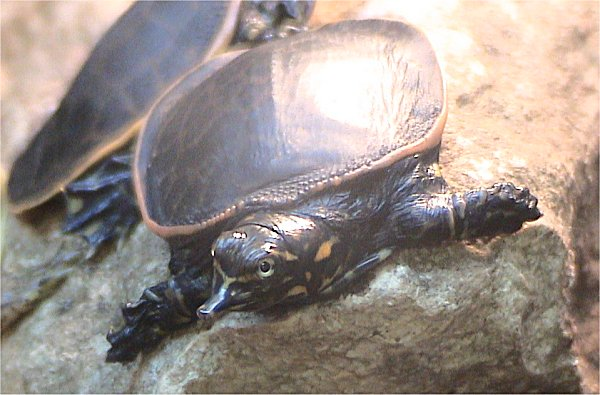
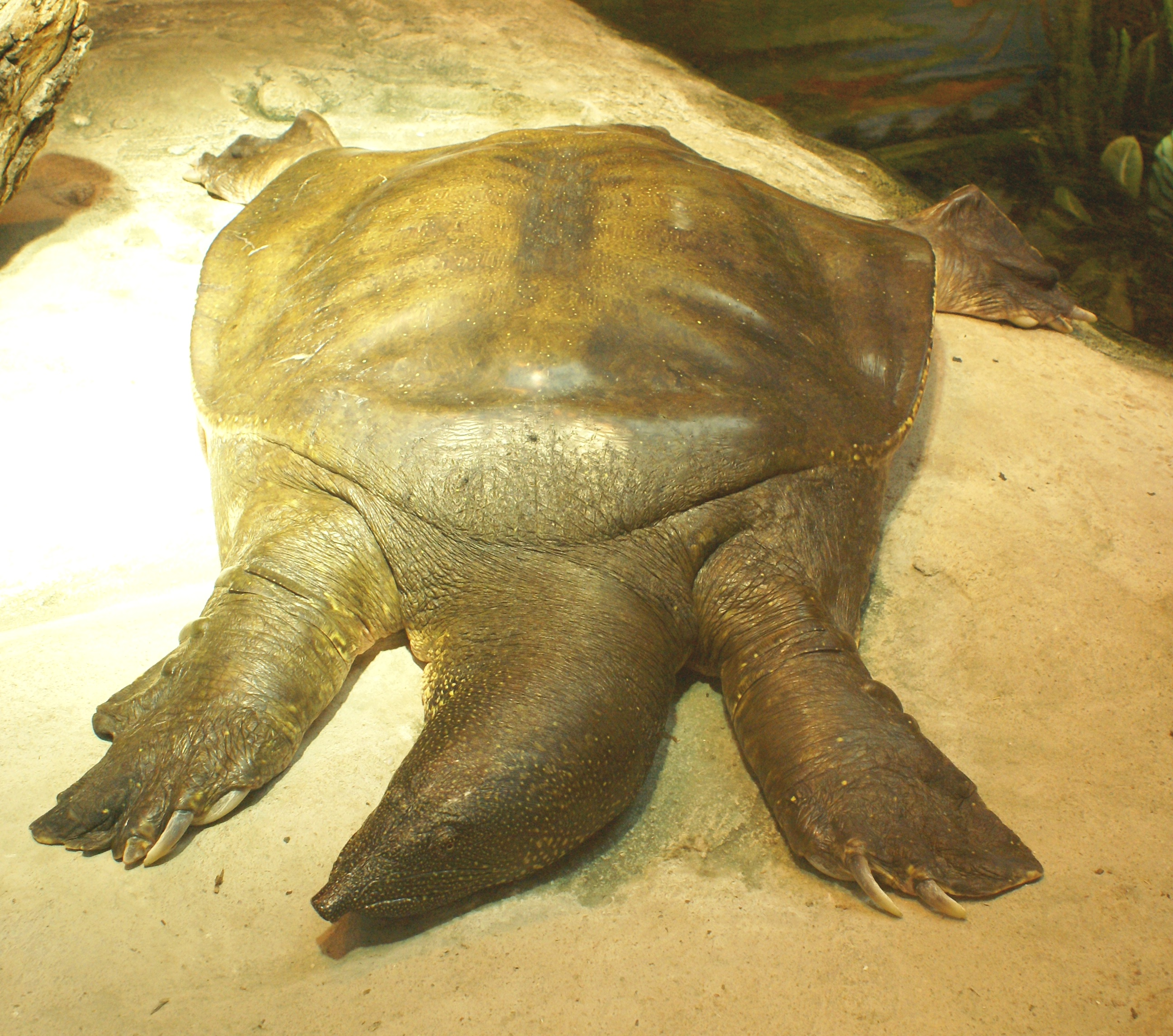
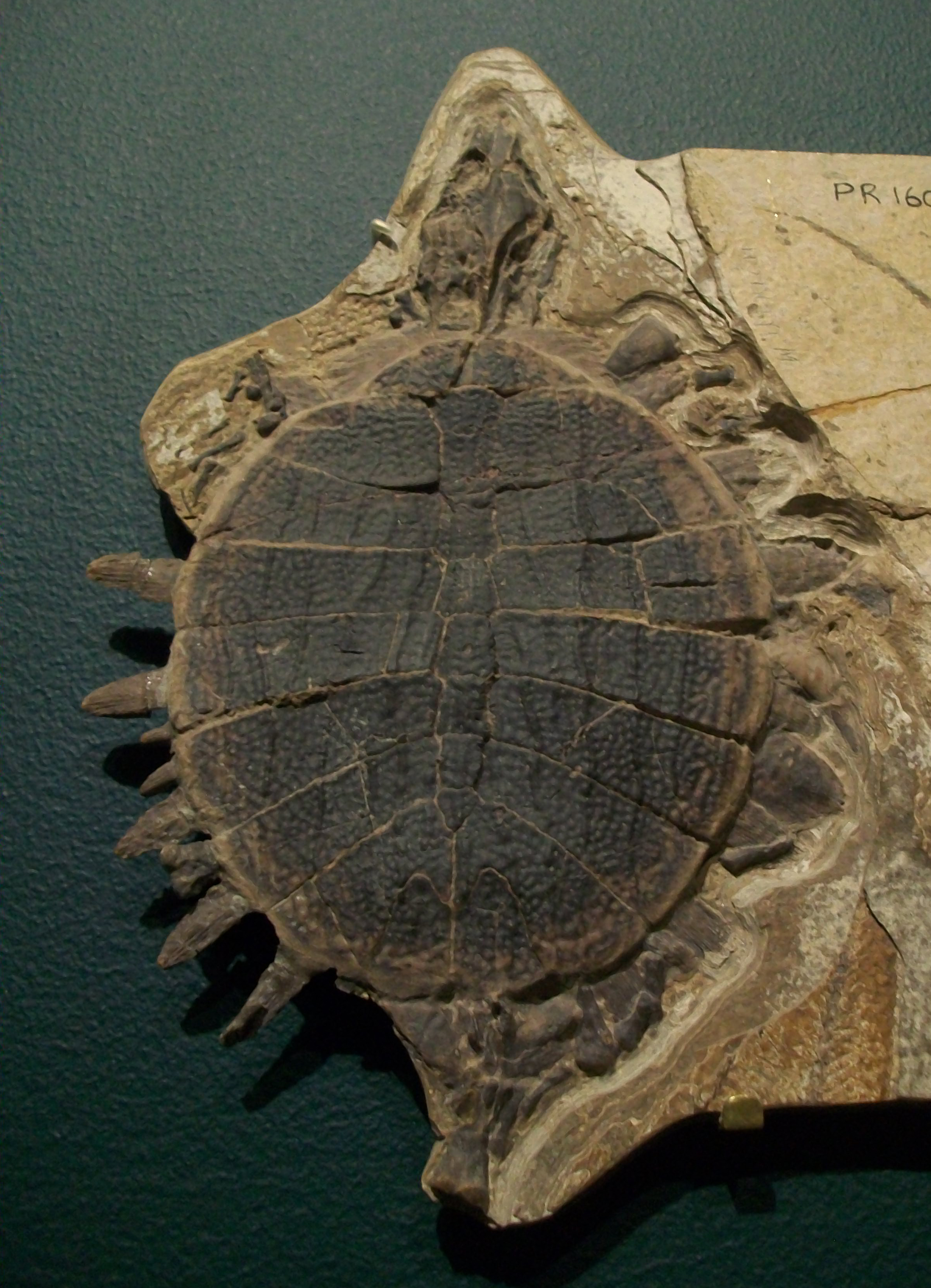